# Mammola
Mammola község (comune) Calabria régiójában, Reggio Calabria megyében.

## Fekvése
A megye északkeleti részén fekszik. Határai: Agnana Calabra, Canolo, Cinquefrondi, Galatro, Giffone, Grotteria, San Giorgio Morgeto és Siderno.

## Története
A település alapításáról nem léteznek pontos adatok. Valószínűleg a 9. században alapították a szaracén portyázások elől menekülő tengerparti lakosok. Korabeli épületeinek nagy része az 1783-as calabriai földrengésben elpusztult. A 19. században nyerte el önállóságát, amikor a Nápolyi Királyságban felszámolták a feudalizmust.

## Népessége
A népesség számának alakulása:

## Főbb látnivalói
- San Filippo-templom
- Madonna dell’Annunziata-templom
- Monte Carmelo-templom
- San Giuseppe-templom
- Santa Maria Assunta-templom
- San Nicodemo-templom
- San Nicola di Bari-templom